# Jacques Nantel (acteur)
 (octobre 2022).
Si vous disposez d'ouvrages ou d'articles de référence ou si vous connaissez des sites web de qualité traitant du thème abordé ici, merci de compléter l'article en donnant les références utiles à sa vérifiabilité et en les liant à la section « Notes et références ».
 (février 2019).
 (novembre 2017).
Jacques Nantel est un acteur, metteur en scène et photographe québécois né en 1951 à Montréal.

## Biographie
Jacques Nantel suit, à l'âge de quinze ans, des cours de diction et de chant avec Lucille Dumont, et se prépare à chanter au théâtre. Pour vivre, il est photographe, vendant ses photos entre des interprétations de chansons dans des bars de Montréal, en 1972. De 1986 à 1991, il est photographe pigiste. Parallèlement, il suit des cours de peinture et de dessin, de 1982 à 1988 (dont deux ans avec Jean LeTarte et 3 ans avec Léo Brisset, tous deux de Radio-Canada, et six ans à l’école de peinture Charlotte et Hervé). Il s'adonne à la musique à l'école Francine Mondoux de 2001 à 2005, et aux techniques vocales de 1999 à 2005 avec Chantal Lavigne au Collège Lionel-Groulx. Il aurait aussi étudié dans ce collège la spécialité "art dramatique" (cette information reste à vérifier, étant l'absence de son nom au registre des diplômés). 
Il participe à un atelier théâtre à l'École nationale de théâtre avec Pierre Tremblay et Gilles-Philippe Pelletier, en 2004, et apprend le jeu devant la caméra avec Robert Favreau en 2005. Puis, il continue ses études en comédie musicale en 2006 à l'Université de Montréal avec Luc Arsenault. Il apprend le jeu du corps avec Don Rieder du Cirque du Soleil. 
En parallèle de ses activités cinématographiques (acteur, monteur, caméraman), il se consacre depuis plusieurs années au théâtre comme metteur en scène. En 2006, il démarre le projet d'une compagnie de théâtre avec la comédienne Audrée Daoust et la scénariste Constance Joanette.

## Activités
- Par ordre chronologique (du plus ancien au plus récent)

### Photographies
- 2015 : il contribue à des photos de nuit pour un calendrier pour la ville de Sainte-Marthe-sur-le-Lac.
- 2014 : À Blainville, le 17 mars 2014, il participe à l’exposition rendant hommage aux Beatles avec une photo sous le titre de Get Back. Les juges Yves Pinsonneault et Guy Boily, deux photographes de renom, lui décernent une mention d’honneur.
- 2013 : Le 16 novembre 2013, il participe au concours photographique avec un portrait dont le titre est « Si seulement ». Les juges Gordon Campey et Yves Pinsonneault lui décernent le premier prix sur le thème "humain".

### Théâtre
- 2012 : mise en scène de la pièce Moi et mon moulin de Constance Joanette dans le cadre de la fête des 250 ans de vie du moulin Légaré à Saint-Eustache
- 2011 : mise en scène de la pièce Les Voix de la mémoire de Caudine Thibaudeau et Constance Joanette sur la rébellion des Patriotes (1837-1838) à Saint-Eustache
- 2010 : mise en scène de la pièce Danse avec moi, version théâtrale des productions L’R de Rien
- 2008 : Feu la mère de madame de Georges Feydeau (m.e.s. Denys Paris)
- 2008 : Un cocktail S.V.P de Cathy Labrecque et Jacques Nantel (m.e.s. Audrée Daoust)
- 2007 : Par la fenêtre de Georges Feydeau (m.e.s. Jean Belzil-Gascon)
- 2006 : Demain matin, Montréal m'attend (m.e.s. Joël Legendre)
- 2005 : Palace de Jean-Michel Ribes (m.e.s. Johanne Benoit)
- 2004 : Hosanna de Michel Tremblay (m.e.s. Johanne Fontaine)
- 2003 : L'Oiseau vert de Carlo Gozzi (m.e.s. Johanne Benoit)
- 2002 : Escurial de Michel de Ghelderode (m.e.s. Daniel  Simard)

### Cinéma
- 2008 : L'Impasse (Les Productions L’R de Rien)
- 2008 : Zig-zag à travers la vie (Les Productions L’R de Rien)
- 2006 : Cœur atout passe et manque (Productions Jacques Nantel)
- 2006 : Expiation par incision (Productions Jacques Nantel)
- 2006 : Misère (Productions Nantel/Stuart)
- 2005 : Solitude à deux (Productions Nantel/Lévesque)
- 2005 : Souffrance (ProductionsNantel/Lévesque)
- 2005 : Seulement moi (Productions Nantel/Lévesque)
- 2005 : Faits divers inc. (Productions Nantel/Stuart)
- 2005 : Le Poète (Productions Nantel/Lévesque)

### Télévision
- 2009 : La Promesse (au réseau TVA)
- 2008 : Turbulence (Canal VOX)
- 2008 : La Promesse (au réseau TVA)
- 2007 : Frank vs Gérard II (réalisateur Stéphane Groisbois)
- 1979-1982 : Ligne ouverte (animateur Canal 9)
- 1979-1982 : Parlons actualité (animateur Canal 9)